# Wacker Wiedeń
Wacker Wiedeń – austriacki klub piłkarski, mający siedzibę w wiedeńskiej dzielnicy Meidling. Rozwiązany w 1971 roku po fuzji z Admira Wiedeń w FC Admira/Wacker.

## Historia
Chronologia nazw:
- 1906: Sportclub Wacker Wien
- 1971: klub rozwiązano – po fuzji z Admira Wiedeń w FC Admira/Wacker

Klub sportowy Sportclub Wacker Wien został założony w miejscowości Wiedeń w 1906 roku z inicjatywy Maxa Freunda, studenta z dzielnicy Meidling, już gracza Wiener AC, zmęczonego długimi i kosztownymi podróżami z Obermeidling do Prateru na treningi. Boisko zostało wybrane obok rzeźni Meidling. W 1908 klub został oficjalnie zarejestrowany, a debiutancki mecz rozegrał z ASV Herthą Wiedeń w 1909 roku. Po przyłączeniu do Austriackiego Związku Piłki Nożnej (ÖFV) klub startował w 3 klasie, a po roku awansował do nieoficjalnych rozgrywek 2. Klasse. W sezonie 1911/12 zespół startował w pierwszych oficjalnych rozgrywkach mistrzostw Austrii, które początkowo ograniczały się do drużyn wiedeńskich. Najpierw w turnieju kwalifikacyjnym do udziału w 2.Klasse A (D2) zwyciężył po wygranej przeciwko FC Sturm 07, Simmering, Wiener Sportvereinigung i Hernalser Sportfreunde. Potem w rozgrywkach 2.Klasse A zdobył mistrzostwo, jednak przegrał w meczu playoff z przedstawicielem pierwszej klasy SpC Rudolfshügel 0:6. W następnym sezonie znów został mistrzem drugiej ligi, jednak ponownie przegrał w meczu playoff z ostatnim klubem pierwszej klasy ASV Hertha (0:2, 2:2). Dopiero w 1914 po zniesieniu playoff klub jako mistrz drugiej klasy bezpośrednio awansował do 1. Klasse. Pierwsza wojna światowa wkrótce przyćmiła radość z awansu na najwyższy poziom. Prawie cały zespół klubu został powołany jako żołnierze, około połowa nie wróciła z wojny. 
W pierwszym powojennym sezonie 1918/19 klub zajął ostatnią 10.pozycję w tabeli, unikając spadku tylko dzięki rozszerzeniu ligi. Wkrótce świętował swój pierwszy wielki sukces. W 1923 roku dotarł do finału Pucharu Austrii, jednak przegrał 1:3 z Wiener SC. W kolejnych sezonach występował z przemiennym sukcesem, zajmując miejsca od 10 do 4. Dopiero pod koniec lat 30. XX wieku klub przebił się do czołówki najsilniejszych klubów austriackich.
Wskutek aneksji Austrii przez Rzeszą Niemiecką 12 marca 1938 roku rozgrywki w Austrii były organizowane jako część mistrzostw Niemiec. Austriackie kluby walczyli w Gaulidze, a zwycięzca potem uczestniczył w rozgrywkach pucharowych o tytuł mistrza Niemiec. W sezonach 1938/39, 1939/40 i 1940/41 zespół trzykrotnie z rzędu wywalczył wicemistrzostwo. W 1939 również dotarł do półfinału Pucharu Niemiec. Pod koniec II wojny światowej klub bardzo ucierpiał, wielu graczy zginęło w wojnie lub zostali inwalidami, a stadion został zdemolowany.
W pierwszych powojennych mistrzostwach Austrii w sezonie 1945/46 klub zajął trzecie miejsce. W następnym sezonie 1946/47 osiągnął swój największy sukces, po raz pierwszy zdobywając tytuł mistrza Austrii. Następnie do 1958 przez kolejne 11 sezony zespół zajmował miejsca w górnej części tabeli (drugie, trzecie lub czwarte). Jako wicemistrz Austrii w 1951 roku klub startował w Pucharze Mitropa, prekursorze rozgrywek Pucharu Europy. Jednak przegrał 2:3 w finale z mistrzem kraju Rapidem. Pod koniec lat 50. XX wieku klub popadł w trudności finansowe. Kilku piłkarzy odmówili gry z powodu niewypłacenia pensji. Po sezonie 1960/61 zaczęła się "huśtawka" - klub cztery razy spadał na rok do Regionalliga Ost, a potem po zwycięstwie w niej wracał z powrotem na rok do Staatsligi, która w 1965 zmieniła nazwę na Nationalliga. Dopiero w sezonie 1968/1969 klub utrzymał się na najwyższym poziomie, zajmując 11.miejsce. W następnym sezonie 1969/70 zespół ponownie uplasował się na 11.pozycji. Klub zaczął szukać partnera do fuzji. Po kolejnym spadku z Nationalligi w 1971 roku nastąpiło połączenie z ESV Admira w FC Admira/Wacker. Nowy klub stał się prawnym następcą Admiry i Wackera i przyjął trofea i tytuły obu klubów.

## Barwy klubowe, strój
|  |  |

Klub ma barwy czarno-białe. Zawodnicy domowe spotkania zazwyczaj grają w pasiastych pionowo czarno-białych koszulkach, czarnych spodenkach oraz białych getrach.

## Sukcesy

### Trofea międzynarodowe
- Puchar Mitropa:
  - finalista (1x): 1951

### Trofea krajowe
| \| \| Zdobyte trofea w rozgrywkach Austrii (stan na: 31-05-2019) \| |                                                            |      |                                                                        |
| Rozgrywki                                                           | Osiągnięcie                                                | Razy | Sezon(y)                                                               |
| · Mistrzostwo                                                       | I miejsce                                                  | 1    | 1946/47                                                                |
| · Mistrzostwo                                                       | II miejsce                                                 | 8    | 1938/39, 1939/40, 1940/41, 1944/45, 1947/48, 1950/51, 1952/53, 1955/56 |
| · Mistrzostwo                                                       | III miejsce                                                | 3    | 1945/46, 1949/50, 1953/54                                              |
| Puchar                                                              | zdobywca                                                   | 1    | 1946/47                                                                |
| Puchar                                                              | finalista                                                  | 1    | 1922/23                                                                |
| II liga                                                             | I miejsce                                                  | 7    | 1911/12, 1912/13, 1913/14, 1961/62, 1963/64, 1965/66, 1967/68          |
| II liga                                                             | II miejsce                                                 | 0    |                                                                        |
| II liga                                                             | III miejsce                                                | 0    |                                                                        |
| Austria                                                             | Zdobyte trofea w rozgrywkach Austrii (stan na: 31-05-2019) |      |                                                                        |

### Inne trofea
- Puchar Niemiec:
  - półfinał (1x): 1938/39

## Poszczególne sezony

### Rozgrywki międzynarodowe

#### Europejskie puchary
Uczestniczył w rozgrywkach Pucharu Mitropa.

### Rozgrywki krajowe
| \| Austria \| Bilans występów klubu w rozgrywkach piłkarskich Austrii (Stan na 31 maja 2019 r.) \| \| | |        |       |   |   |   |    |    |     |                                                 |        |        |      |
| Poziom                                                                                                | Rozgrywki | Sezony | Mecze | Z | R | P | B+ | B– | Pkt | Lata                                            | Awanse | Spadki | Naj. |
| I | Erste Klasse/ I. Liga/ Nationalliga/ Gauliga Ostmark/ Gauliga Donau-Alpenland/ Liga/ 1. Klasse/ Staatsliga A/ Staatsliga / Nationalliga | 53     |       |   |   |   |    |    |     | 1914–1961, 1962/63, 1964/65, 1966/67, 1968–1971 | 0      | 5      | 1    |
| II | 2. Klasse A/ Regionalliga Ost | 7      |       |   |   |   |    |    |     | 1911–1914, 1961/62, 1963/64, 1965/66, 1967/68   | 5      | 0      | 1    |
| | Puchar Austrii | 48     |       |   |   |   |    |    |     | 1914–1971                                       | 0      | 0      | 1    |
| Austria                                                                                               | Bilans występów klubu w rozgrywkach piłkarskich Austrii (Stan na 31 maja 2019 r.)                                                       |        |       |   |   |   |    |    |     |                                                 |        |        |      |

## Struktura klubu

### Stadion
Klub piłkarski od 8 października 1921 roku rozgrywał swoje mecze domowe na stadionie Wackerplatz w Wiedniu, który może pomieścić 20 000 widzów. Początkowo grał na piaskowni Gastwirtsa Nitscha, a potem w latach 1909–1921 występował na boisku przy Edelsinnstraße w dzielnicy Meidling. Po wybudowaniu nowego stadionu w bezpośrednim sąsiedztwie pałacu Schönbrunn przeniósł się o 2 km na północ od poprzedniej lokalizacji.

## Kibice i rywalizacja z innymi klubami

### Kibice
Kibice klubu bardzo licznie podtrzymywali klub. 20-tysięczny stadion był prawie zawsze zapełniony.

### Rywalizacja
Największymi rywalami klubu są inne zespoły z miasta. W 1950 roku rozpoczęła „wieczną wrogość” z Rapidem, który skłonił na przeniesienie legendy Wackera Gerharda Hanappiego.

### Derby
- Admira Wiedeń
- Austria Wiedeń
- First Vienna FC 1894
- Floridsdorfer AC
- Hertha Wiedeń
- Rapid Wiedeń
- SpC Rudolfshügel
- 1. Simmeringer SC
- Vienna Cricket&FC
- Wiener AF
- Wiener SC